# Robersart
Robersart é uma comuna francesa na região administrativa de Altos da França, no departamento do Norte. Estende-se por uma área de 2.33 km². Em 2010 a comuna tinha 194 habitantes (densidade: 83,3 hab./km²).